# Throy
Throy (titre original : Throy) est un roman de science-fiction écrit par l'auteur américain Jack Vance et paru en France en 1992. Ce roman est le quatrième et dernier volume du cycle Les Chroniques de Cadwal et fait suite au troisième volume, Bonne Vieille Terre.

## Argument
Alors que Wayness Tamm et Glawen Clattuc viennent tout juste de sauver la Charte, et par là même les conditions de vie sur Cadwal, le Conservateur réunit une bonne partie de la population de la planète sur le continent Throy pour faire une annonce qui va modifier profondément leur avenir. Seulement, les adversaires à ce projet sont légion, et désormais pour eux il n'y a plus le choix, il leur faut passer aux choses sérieuses...

## Résumé
Le Conservateur l'a annoncé : la ville de Stroma sur le Throy va être totalement évacuée, et rasée. Ses habitants seront relogés près de la station Araminta. Désormais la nouvelle Charte est beaucoup plus explicite et ne tolérera plus aucune entorse aux règlements. Les Yips devront être évacués au plus vite de l'atoll de Lutwen, quoi qu'en pense Smonny. Le parti du VPL (Vie Paix et Liberté) qui prétendait vouloir le bien commun voit ses objectifs pratiquement réduits à néant car sans objet. Plusieurs de ses représentants perdent leur poste et les autres sont réduits au silence.
Mais les VPL et les Yips de Smonny sont bien décidés à riposter et à s'unir contre les Chartistes. Corruption, chantage, assassinat et achat de vaisseaux de combats font désormais partie de leurs méthodes pour imposer leur volonté. Smonny ne pense qu'à sa vengeance sur la station Araminta, et rêve de la voir engloutie sous une marée de Yips déchaînés. Les VPL sont plus que jamais décidés à se tailler des domaines sur Cadwal, avec les Yips pour serviteurs.
Glawen s'apprêtait à se marier avec Wayness, mais les complots fleurissent sur le Throy. Sur ordre du Bureau B, celui qui vient de devenir le plus jeune Commandant de la police de Cadwal part en mission avec son ami Chilke, lui aussi promu à un rang presque égal. Leur but : retrouver un milliardaire insaisissable qui dirige des chantiers de construction capable de fournir des vaisseaux de combat aux Yips, aux VPL ou à la station Araminta selon celui qui parviendra à le convaincre. Namour fait aussi partie de leurs objectifs, car il a été depuis le début l'un des criminels qui ont déclenché tous ces problèmes et fait couler tant de sang.
Cette quête va les conduire sur des planètes exotiques, remplies de mystère. Sur la piste, ils apprendront qui est réellement le milliardaire tant recherché ainsi que sa jeune et séduisante compagne affublée du nom de Flitz dont personne ne sait rien.
Pendant ce temps sur Cadwal, les VPL et les Yips se déchirent de plus en plus, car si tous sont opposés à la Charte, Smonny veut une invasion totale des Yips alors que les VPL menés par l'incontournable Julian Bohost ne veulent qu'une migration limitée, suffisante pour leur futurs domaines. Chaque parti a des armes en réserve et ne tarde pas à s'en servir. Avant la fin, Cadwal est le théâtre d'une apothéose sanglante. Les meneurs du VPL sont exécutés pour leurs crimes, et les Yips envoyés hors monde pour se rebâtir un avenir.
L'histoire pourrait s'arrêter là, mais Jack Vance nous dévoile enfin la solution d'une des énigmes du premier roman du cycle, l'assassinat de la mère de Glawen par des Yips, sur ordre de Namour et par la volonté de vengeance de Spanchetta. Ces deux derniers, ainsi que Smonny sont arrêtés, et comme leur mort serait trop douce aux yeux de Scharde Clattuc le père de Glawen, ils sont expédiés sur l'Ecce sauvage pour y passer le restant de leur existence, dans la prison qui servait auparavant à Smonny.
Enfin, Wayness et Glawen peuvent se marier. Chilke le solitaire a trouvé l'amour en la personne de Flitz. Bodwyn Wook démissionne de son poste de directeur du Bureau B pour aller jouer les touristes sur Terre. Un nouveau cycle de vie commence sur Cadwal, beaucoup plus calme et idyllique. 

## Les Chroniques de Cadwal
- La Station d'Araminta
- Araminta 2
- Bonne Vieille Terre
- Throy